# 2013 JS64
2013 JS64, também escrito como 2013 JS64, é um objeto transnetuniano que está localizado no Cinturão de Kuiper, uma região do Sistema Solar. Este corpo celeste é classificado como um cubewano. Ele possui uma magnitude absoluta de 8,5 e tem um diâmetro estimado de 88 km.

## Descoberta
2013 JS64 foi descoberto no dia 7 de maio de 2013 pelo Outer Solar System Origins Survey.

## Órbita
A órbita de 2013 JS64 tem uma excentricidade de 0,052 e possui um semieixo maior de 41,439 UA. O seu periélio leva o mesmo a uma distância de 40,472 UA em relação ao Sol e seu afélio a 44,894 UA.